# Creu de terme de Guissona
La Creu de terme de Guissona és una creu de terme de Guissona (Segarra) inclosa a l'Inventari del Patrimoni Arquitectònic de Catalunya.

## Descripció
Es tracta d'una creu monumental que protegia la població davant el perill de pestes i altres mals. Aquesta s'aixeca damunt d'una graonada de dos trams i un sòcol en forma de dau, des d'on arrenca un fust octogonal coronat amb un capitell i la creu. Cal destacar aquest capitell on trobem un fris octogonal amb representacions de sants i d'animal fantàstics. La creu presenta dues cares: un anvers on apareix Crist crucificat i un revers amb la representació de la Verge amb el Nen.
L'única inscripció que trobem en aquesta creu és una data a la part superior del fust on es pot llegir "1975", moment en què la creu original es va traslladar al Museu Eduard Camps i va ser substituïda per aquesta rèplica que avui presideix la Plaça Vell- Pla.

## Història
Originàriament aquesta creu de terme es trobava en un encreuament entre el terme de Torrefeta i Florejacs.